# Gwiazda Północy
Gwiazda Północy – kamień pamiątkowy leżący w Jastrzębiej Górze, w gminie Władysławowo, wykonany z inicjatywy Towarzystwa Miłośników Jastrzębiej Góry, który wyznacza najdalej wysunięte na północ miejsce w Polsce. Pomnik powstał w 2000 r. po przeprowadzonych pomiarach geodezyjnych.

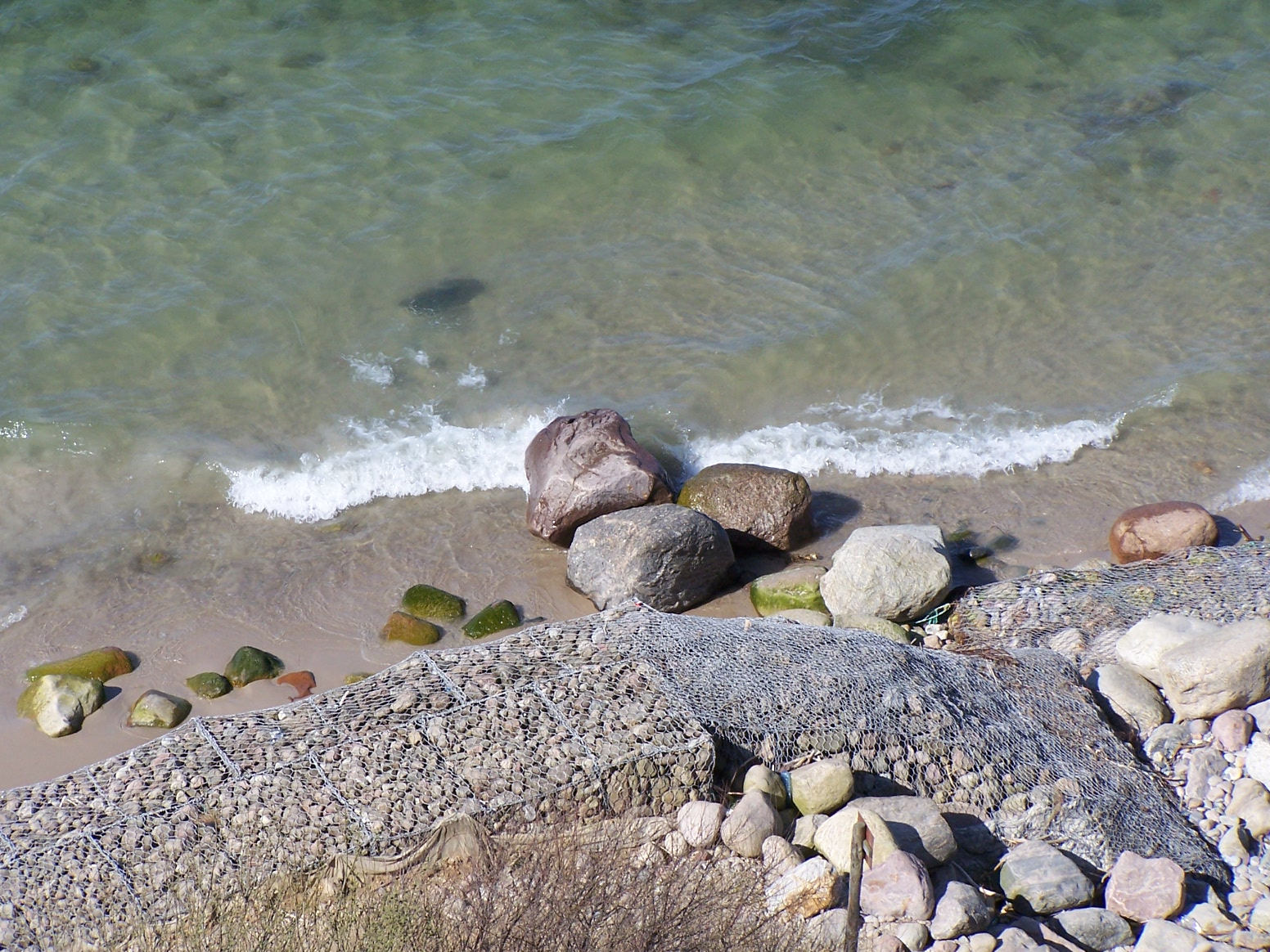
Punkt faktycznie najdalej wysunięty na północ Polski (na plaży tuż przy Gwieździe Północy)

Według pomiarów z listopada 2003 roku przeprowadzonych przez Urząd Morski w Gdyni jest to najbardziej wysunięty punkt na północy Polski, dokładnie 2 metry dalej niż przylądek Rozewie. Najdalej wysunięty na północ Polski punkt, ma współrzędne: 54°50′08,8″N 18°18′00,5″E/54,835780 18,300153.